# Lyncoya Jackson

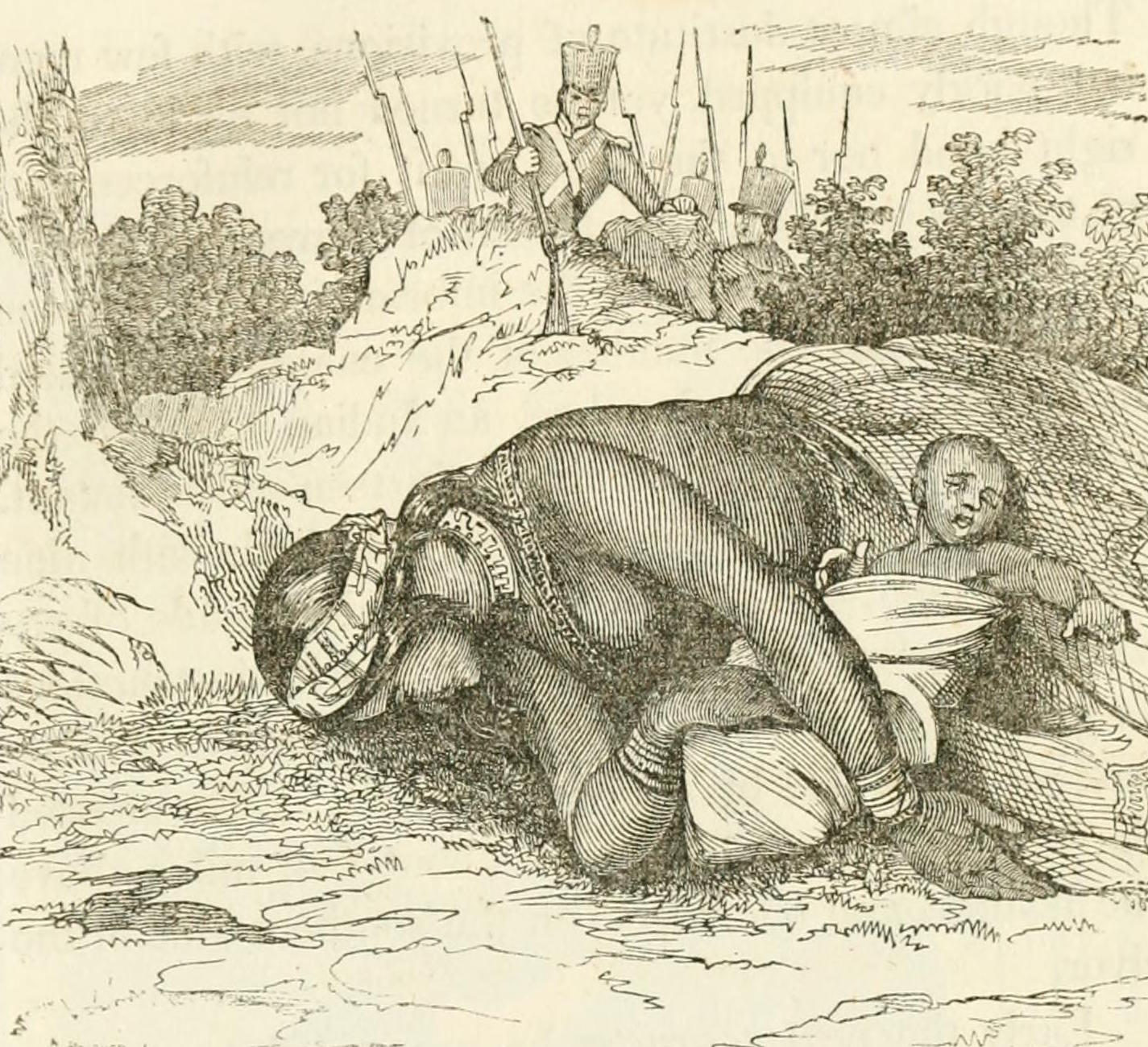
Uma biografia pictórica de Andrew Jackson de John Frost (Nova York, 1860).

Lyncoya Jackson (c. 1811 – 1 de julho de 1828) foi o segundo filho adotado do presidente americano Andrew Jackson e sua esposa, Rachel Jackson. Ele nasceu de pais dos índios Creek, ele ficou órfão durante a Guerra Creek após a Batalha de Tallushatchee. Lyncoya foi trazido para o lar de Jackson, The Hermitage, em 1813. Lyncoya foi levado a Jackson depois que as mulheres sobreviventes na aldeia se recusaram a cuidar dele. Jackson teve pena do órfão, escrevendo que sentiu uma "simpatia incomum" para a criança, talvez por causa do passado de Jackson como órfão. Lyncoya foi educada junto com o primeiro filho adotado de Andrew Jackson, Andrew Jackson, Jr. e Jackson ainda teve aspirações de enviá-lo para a academia militar americana, West Point, mas isso se revelou impossível. Em vez disso, Lyncoya foi aprendiz de ser construtor de sela até morrer de tuberculose em 1828.